# آرون بهادوري
آرون بهادوري (بالهندية: अरुण भादुड़ी؛ بالإنجليزية: Arun Bhaduri) هو منشد هندي، ولد في 7 أكتوبر 1943 في مرشد أباد في الهند، وتوفي في 17 ديسمبر 2018.

## روابط خارجية
- آرون بهادوري على موقع IMDb (الإنجليزية)